# صدف گردویی سفید
صدف گردویی سفید (نام علمی: Saxidomus nutalli) نام یک گونه از راسته صدف‌های سفت‌پوسته است.